# Lira siriana
La lira siriana (in arabo الليرة السورية‎?, al-līra al-sūriyya, francese: livre syrienne) è la valuta della Siria ed è emessa dalla Banca centrale della Siria.
La lira è suddivisa in 100 qirsh (in arabo: قرش plurali: قرشا, قروش, قرشان, qurūsh, qirshā, qirshan, chiamato anche piastra in inglese e francese), anche se le monete in qirsh non sono coniate da molto tempo.
Prima del 1947 la parola qirsh era scritta con l'iniziale araba ﻍ (ghayn), per rispettare la realtà fonetica, ma in seguito il grafema iniziale divenne ق (qāf) per rispettare la realtà grafica. Fino al 1958 la banconote erano emesse con il testo in arabo al dritto e in francese al rovescio. Dopo il 1958, fu usato l'inglese al rovescio e questo è il motivo dei diversi nomi della moneta. Le monete usarono il testo in arabo ed in francese fino all'indipendenza siriana e dopo solo in arabo.
L'abbreviazione standard per la Lira siriana è SYP. Il 5 dicembre 2005, il tasso a cui la lira era venduta dalla Commercial Bank of Syria era di 58,4 SYP per dollaro statunitense. Un tasso di circa 50 lire per dollaro era solito nei primi anni 2000, ma il tasso di cambio è soggetto a fluttuazioni. La lira non è una moneta forte e ci sono restrizioni alla sua esportazione.

## Storia
Prima della prima guerra mondiale la Siria faceva parte dell'Impero ottomano e la moneta utilizzata era la lira ottomana. Dopo la caduta dell'Impero ottomano e la collocazione della Siria sotto il mandato francese, nei territori sotto il controllo francese ed inglese (Libano, Transgiordania, Palestina) fu usata la lira egiziana.
Una volta che il Libano e la Siria furono sotto mandato separato, il governo francese decise di sostituire la lira egiziana e affidò ad una banca commerciale, la Banque de Syrie (un'affiliata francese della Ottoman Bank), l'autorità di emettere una valuta per i territori sotto il suo mandato.
La lira (livre) fu introdotta nel 1919 e fu agganciata al valore di 20 franchi. Con l'evoluzione dello status del Libano, la Banque de Syrie, che era ora la banca ufficiale per il Libano e la Siria, fu rinominata "Banque de Syrie et du Grand-Liban" (BSL). La BSL emise la lira libanese-siriana per 15 anni, cominciando nel 1924. Due anni prima dei 15 anni di durata del mandato, la BSL spezzò la valuta libanese-siriana in due monete separate che potevano ancora essere usate in modo intercambiabile in entrambi i territori. Nel 1939 la banca cambio il nome in Banque de Syrie et du Liban.
Nel 1941 il tasso fisso passò dal franco francese alla sterlina britannica con un cambio di 8,83125 lire siriane = 1 sterlina, come conseguenza dell'occupazione della Siria dalle forze britanniche e della Francia libera. Questo cambio era basato sul tasso di conversione pre-bellico tra franco e sterlina. Nel 1946, dopo la svalutazione del franco, la lira siriana fu agganciata nuovamente al franco con un tasso di 1 lira =  54,35 franchi. Nel 1947 la lira su agganciata al dollaro statunitense con un cambio di 2,19148 lire = 1 dollaro, tasso che fu mantenuto fino al 1961. Le monete libanese e siriana si separarono nel 1948. Dal 1961 fu attiva una serie di tassi ufficiali di cambio, accanto ad un cambio di mercato che era drammaticamente divergente dal tasso ufficiale negli anni 1980. Nel 2017 viene emessa la banconota da 2000 lire raffigurante Bashar al Assad, la precedente emissione da 1000 lire ha come soggetto rappresentato Hafez al Assad.

## Monete
Nel 1921 furono introdotte monete in cupronichel da  ½ qirsh (o piastre), seguite nel 1926 da quelle in bronzalluminio da 2 e 5 qirsh. Nel 1929 fu introdotta la moneta in nichel-ottone da 1 qirsh, che era forata e quelle d'argento da 10, 25 e 50 qirs. La moneta in nickel-ottone da ½ qirsh fu introdotta nel 1935, quella in zinco da 1 qirsh e quella in bronzalluminio da 2½ qirsh furono introdotte nel 1940. Durante la seconda guerra mondiale furono emesse monete d'emergenza d'ottone da 1 qirsh e d'alluminio da 2½ qirsh. Queste monete erano prodotte grossolanamente e senza data.
Una nuova monetazione fu introdotta tra il 1947 ed 1948 con valori da 2½, 5, 10, 25 e 50 qirsh e da 1 lira; le monete da 2½, 5 e 10 qirsh erano in cupro-nickel e le altre in argento. Il bronzalluminio sostituì il cupro-nichel nel 1960, ed il nichel sostituì l'argento nel 1968. Nel 1996, dopo un periodo di alta inflazione, furono introdotte nuove monete con i valori da 1, 2, 5, 10 e 25 lire: quella da 25 lire è moneta bimetallica. Nel 2003 sono state coniate monete da 5, 10 e 25 lire, con immagini latenti.

## Banconote
Nel 1919 la Banque de Syrie introdusse banconote da 5, 25 e 50 qirsh e da 1 e 5 lire. Seguirono, in 1920, i biglietti da 1 qirsh e da 10, 25, 50 a 100 lire. Nel 1925 la Banque de Syrie et du Grand-Liban iniziò ad emettere banconote e la produzione dei biglietti con tagli inferiori a 25 qirsh cessò. Le banconote sotto 1 lira non furono più emesse dal 1930. Nel 1939 l'istituto d'emissione cambiò nuovamente nome in Banque de Syrie et du Liban.
Tra il 1942 ed il 1944 il governo introdusse banconote da 5, 10, 25 e 50 qirsh. Nei primi anni 1950 furono emesse banconote non datate da parte dell'Institut d'Émission de Syrie nei tagli da 1, 5, 10, 25, 50 e 100 lire (livre), seguite da banconote datate 1955 da 10 e 25 lire. La Banque Centrale de Syrie divenne la banca centrale nel 1957, emettendo gli stessi tagli dell'Institut d'Émission.
Nel 1958 il francese fu eliminato dalle banconote siriane e sostituito dall'inglese. Furono emesse banconote da 1, 5, 10, 25, 50, 100 e 500 lire (pound). La banconota da 500 fu emessa solo con la data del 1958 ma fu reintrodotta nel 1976. Nel 1997 e nel 1998 fu introdotta una nuova serie di banconote con i tagli da 50, 100, 200, 500 e 1000 lire mentre le denominazioni minori furono sostituite da monete.
| 100 pounds                                               | 100 pounds                                |
| -------------------------------------------------------- | ----------------------------------------- |
| [[\|290px]]                                              |                                           |
| lato arabo, fronte: Filippo l'Arabo e il teatro di Bosra | lato inglese, verso: la ferrovia di Hijaz |

## 10 lire siriane in Norvegia

La moneta da 20 corone norvegese comparata con le 10 lire siriane

Le misure della moneta da 10 lire siriane sono molto simili a quella da 20 corone norvegesi e ciò può ingannare i distributori automatici presenti. Le monete ad occhio sono molto diverse ma le apparecchiature automatiche non le distinguono dato che peso e diametro sono quasi identici.
Al 23 novembre 2007 10 lire siriane valevano 1,07 corone norvegesi, e quindi la moneta da 20 NOK valeva circa 18,6 volte la moneta siriana.
Anche se non si trovano facilmente in Norvegia, le monete siriane sono usate così frequentemente nelle apparecchiature automatiche che il servizio postale norvegese ha deciso di chiudere molte delle apparecchiature automatiche il 18 febbraio 2006 con l'intenzione di sviluppare un programma in grado di differenziare le due monete.